# Líderes de anotación de la NBA

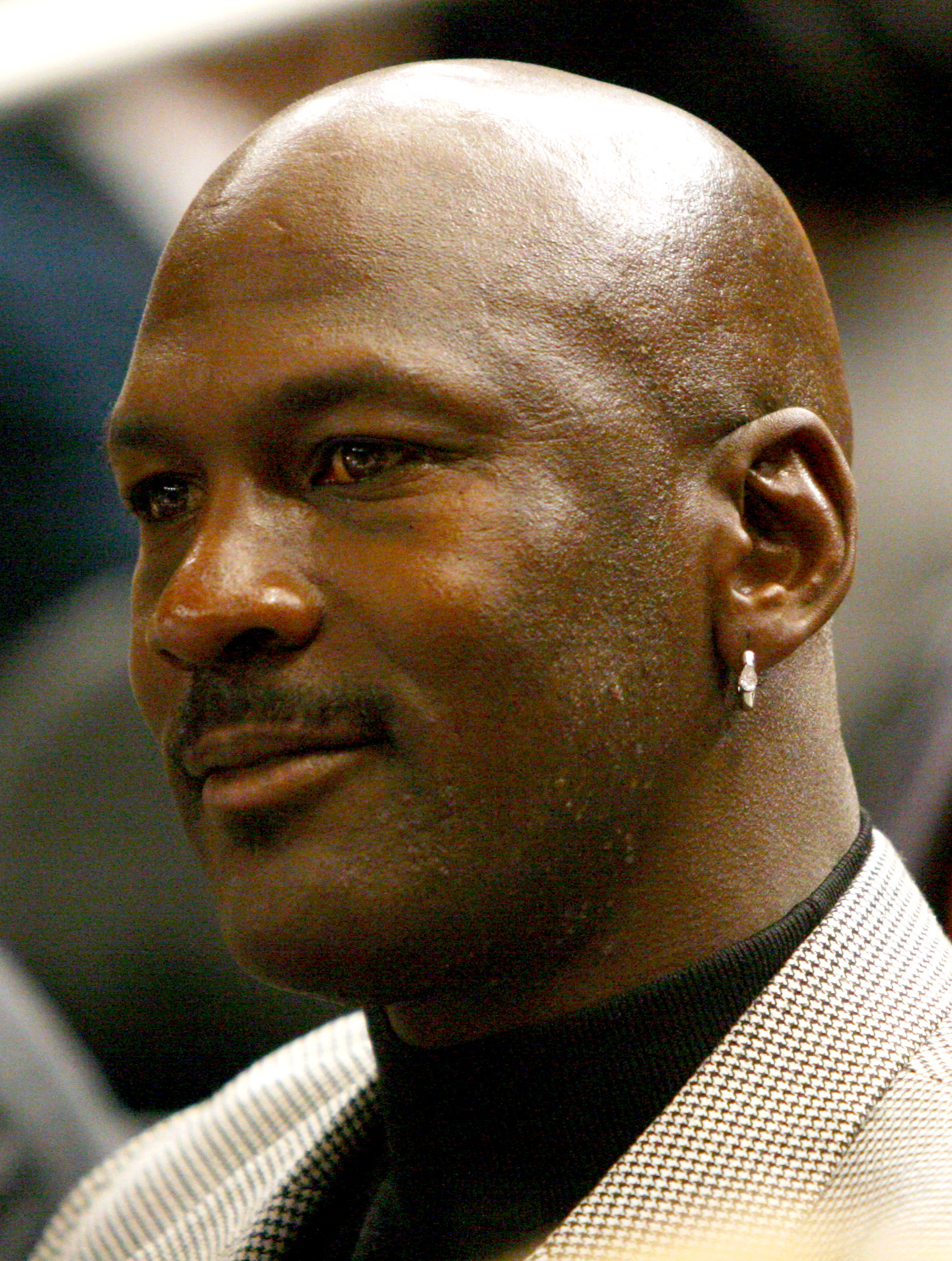
Michael Jordan fue máximo anotador en 10 ocasiones.

En el baloncesto, los puntos son la suma de la puntuación acumulada gracias a los tiro de campo o tiros libres. La National Basketball Association (NBA) le otorga el título al jugador con la mayor puntuación de promedio por partido en una temporada determinada. El título de anotación fue determinado originalmente por el total de puntos anotados hasta la temporada 1968-69, después de lo cual se utilizó puntos por partido para determinar el líder en su lugar. Los jugadores que ganaron títulos de puntuación antes de la temporada 1979-80 no registraron ningún tiro de campo de tres puntos, porque la línea de tres puntos se implementó por primera vez en la NBA durante la temporada. Para calificar para el título de anotación, el jugador debe aparecer en al menos 70 juegos (de los 82), o por lo menos anotar 1400 puntos. Estos han sido los criterios de entrada desde la temporada 1974-75.
Wilt Chamberlain tiene el récord de todos los tiempos para el total de puntos anotados (4029) y los puntos por partido (50.4) en una temporada; ambos registros fueron realizados en la temporada 1961-62. También tiene el récord de novatos de puntos por partido cuando promedió 37.6 puntos en la temporada 1959-60. Entre los jugadores en activo, Kevin Durant, con cuatro, James Harden, con tres, Stephen Curry y Russell Westbrook con dos cada uno, son los únicos que poseen más de un título.
Michael Jordan es el jugador que ha ganado más títulos de puntuación, con diez. Jordan y Chamberlain son los únicos jugadores que han ganado siete títulos de puntuación consecutivos (esto fue también total de la carrera de Chamberlain). George Gervin, Allen Iverson y Kevin Durant tienen ganado cuatro títulos de puntuación en su carrera, y George Mikan, Neil Johnston y Bob McAdoo han alcanzado el título tres veces. Paul Arizin, Bob Pettit, Kareem Abdul-Jabbar, Shaquille O'Neal, Tracy McGrady y Bryant han sido los otros jugadores en ganar el título de puntuación más de una vez. Desde la temporada 1969-70, tres jugadores han ganado tanto el título de anotación y el campeonato de la NBA en la misma temporada: Abdul-Jabbar (entonces Lew Alcindor) en 1971 con los Milwaukee Bucks, Jordan 1991-1993 y de 1996 a 1998 con los Chicago Bulls, y O'Neal en 2000 con Los Angeles Lakers. O'Neal es el único jugador en hacer esto sin anotar ningún tiros de tres puntos en la temporada (en la época del tiro de campo de tres puntos). A los 21 años y 197 días, Durant es el líder más joven de puntuación en la historia de la NBA,  con un promedio de 30.1 puntos en la temporada 2009-10. En la temporada 2021-22 el pívot camerunés Joel Embiid se convirtió en el primer jugador no estadounidense en liderar la clasificación, repitiendo al año siguiente.

## Líderes en anotación

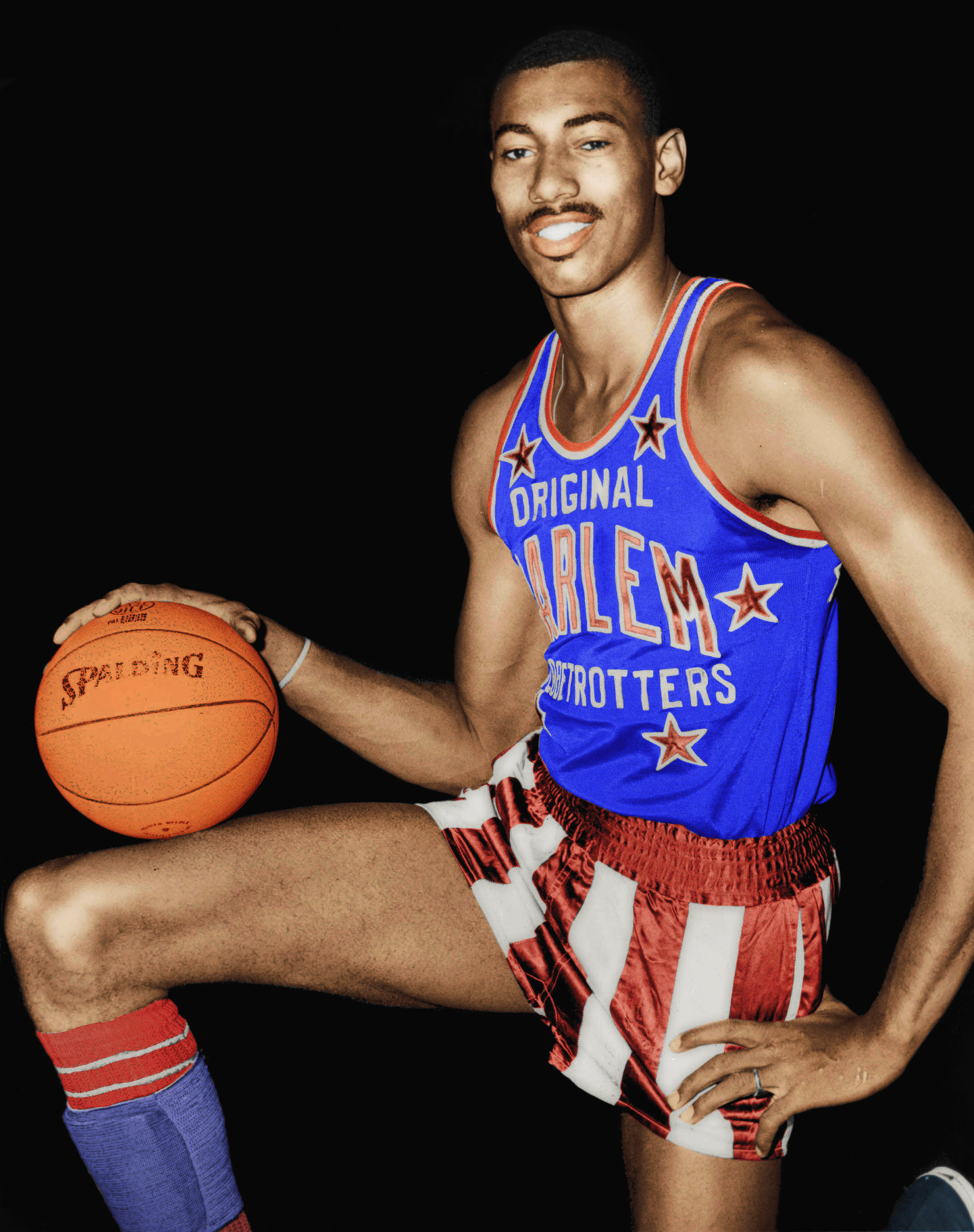
Wilt Chamberlain lideró la clasificación 7 temporadas consecutivas, de 1960 a 1966.

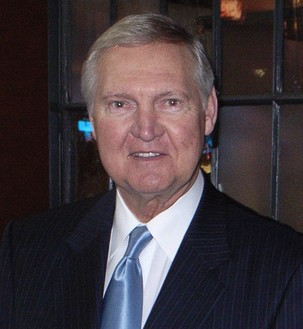
Jerry West fue el máximo anotador en 1970, promediando 31,2 puntos.

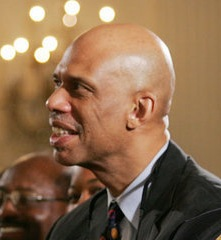
Kareem Abdul-Jabbar ganó los títulos en 1971 y 1972.

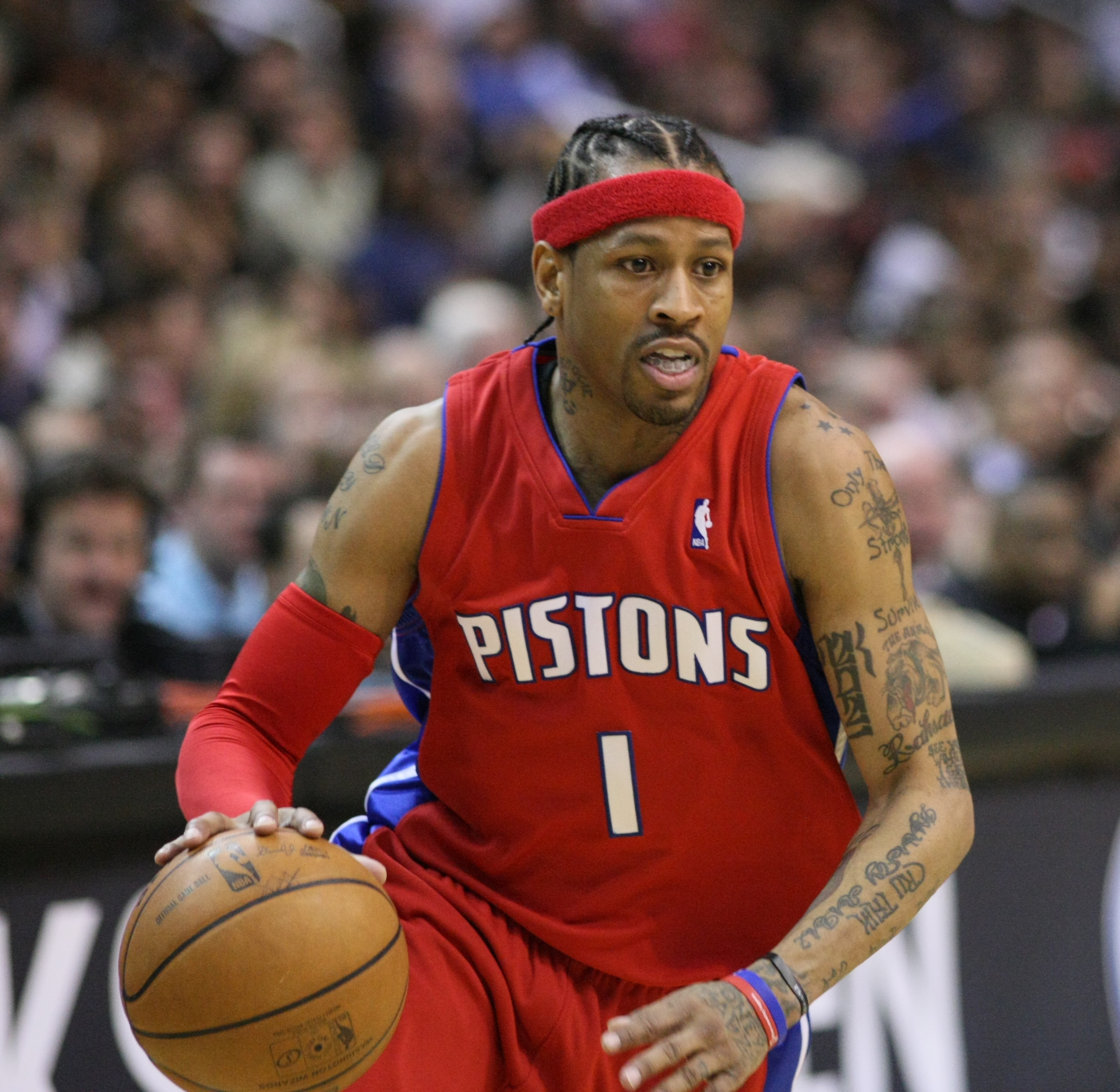
Allen Iverson ganó títulos en 1999, 2001, 2002 y 2005.

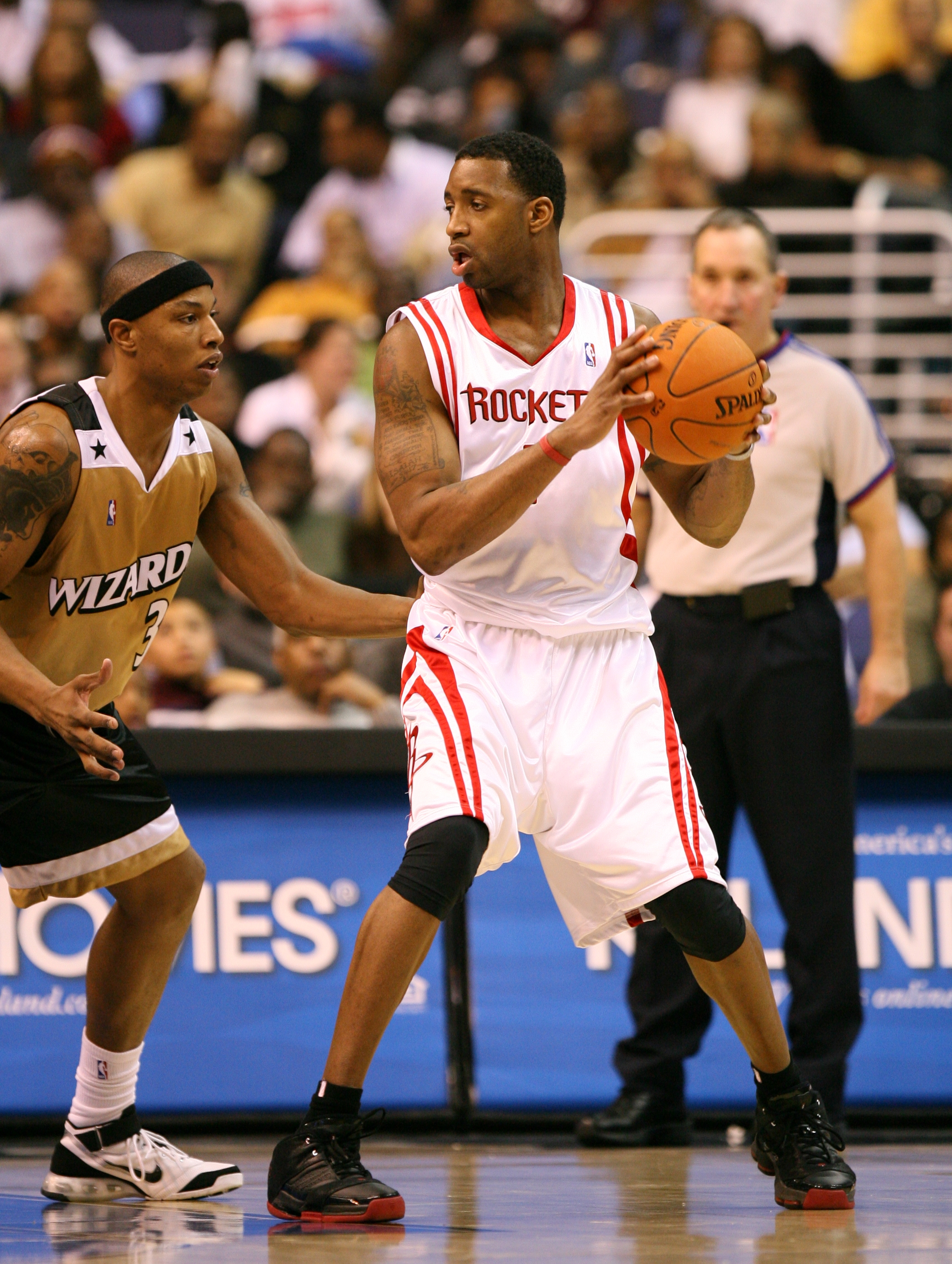
Tracy McGrady ganó el título en 2003 y 2004.

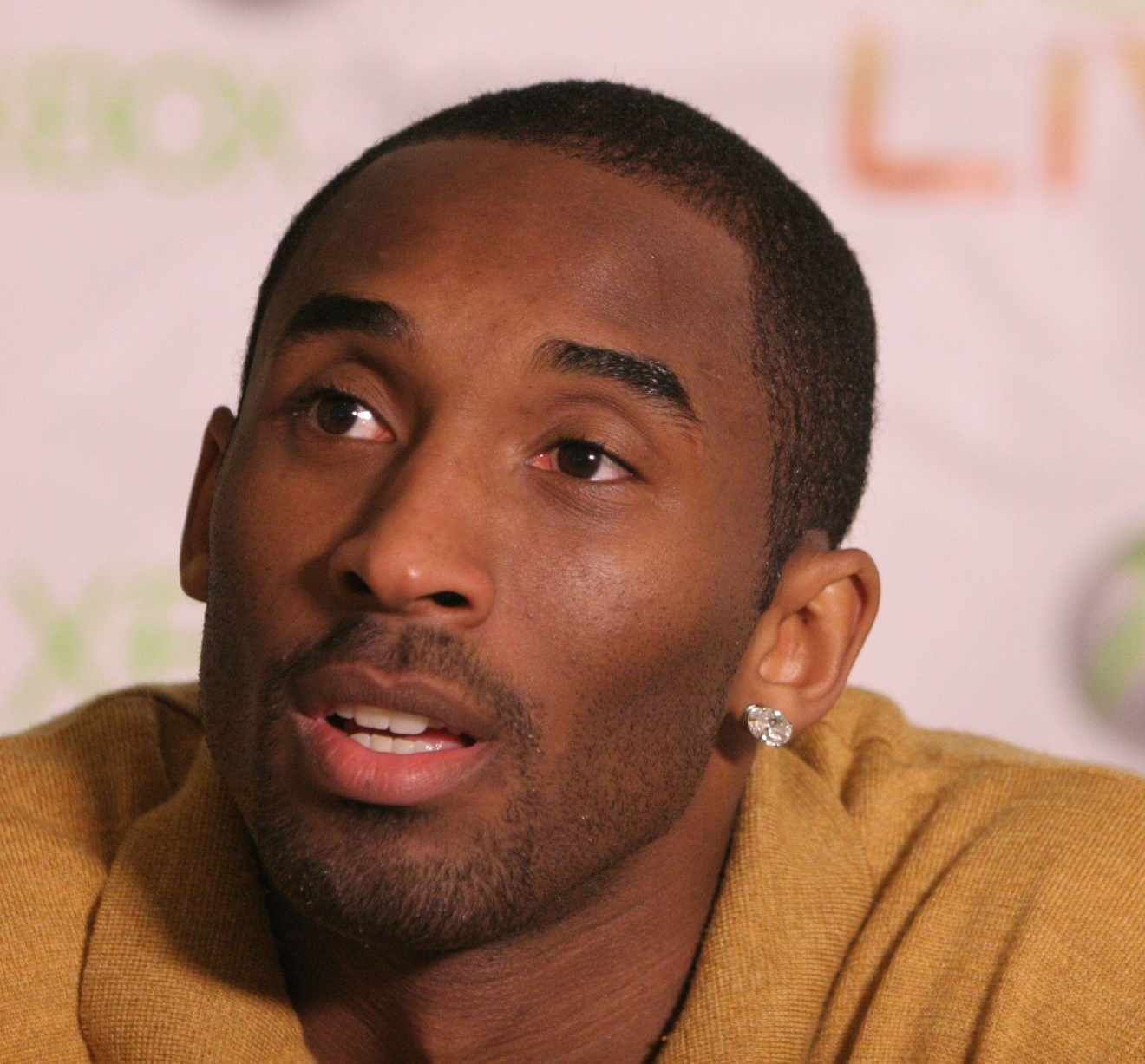
Kobe Bryant fue el máximo anotador en 2006 y 2007.

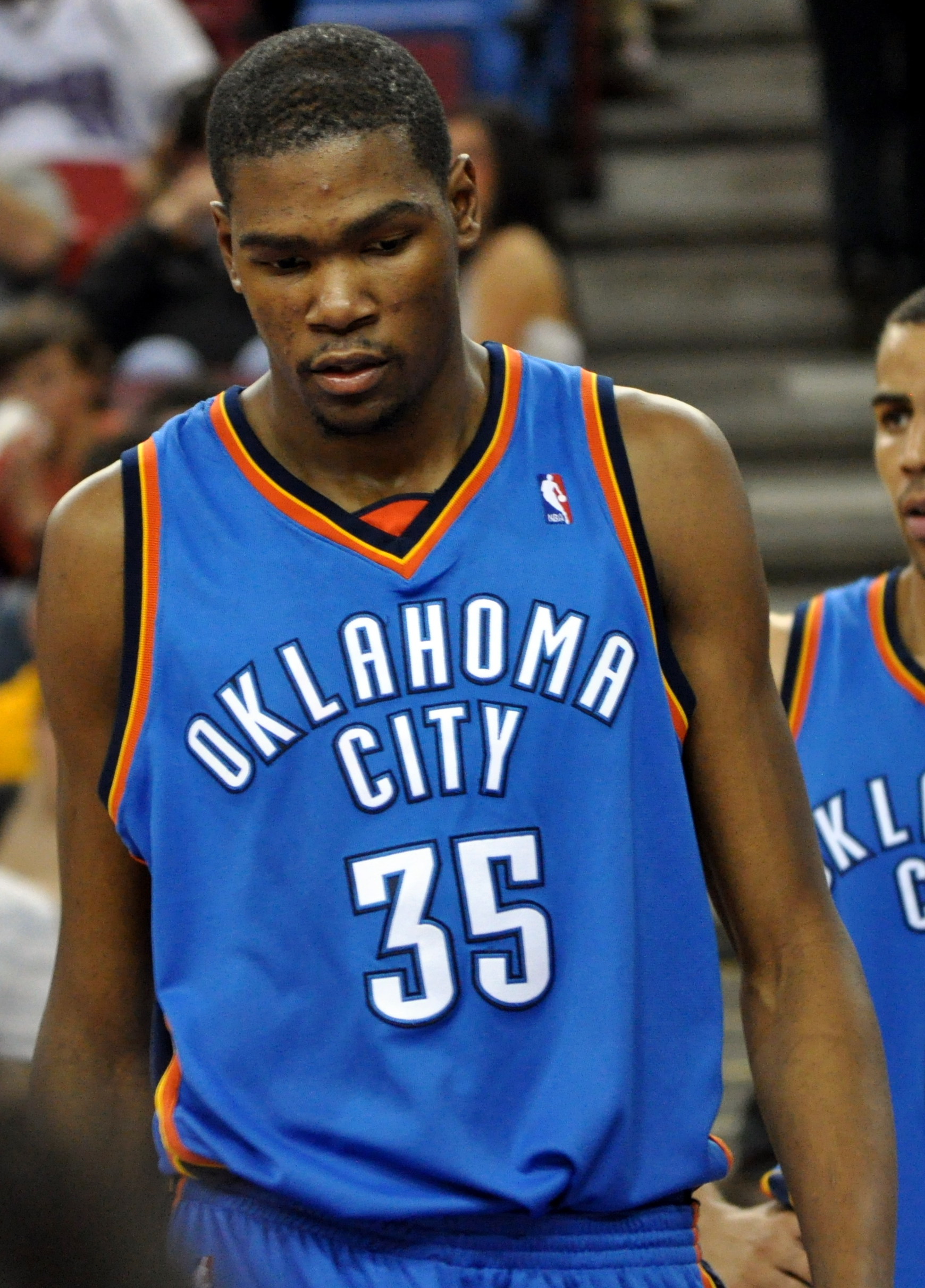
Kevin Durant fue el máximo anotador en 2010, 2011, 2012 y 2014.

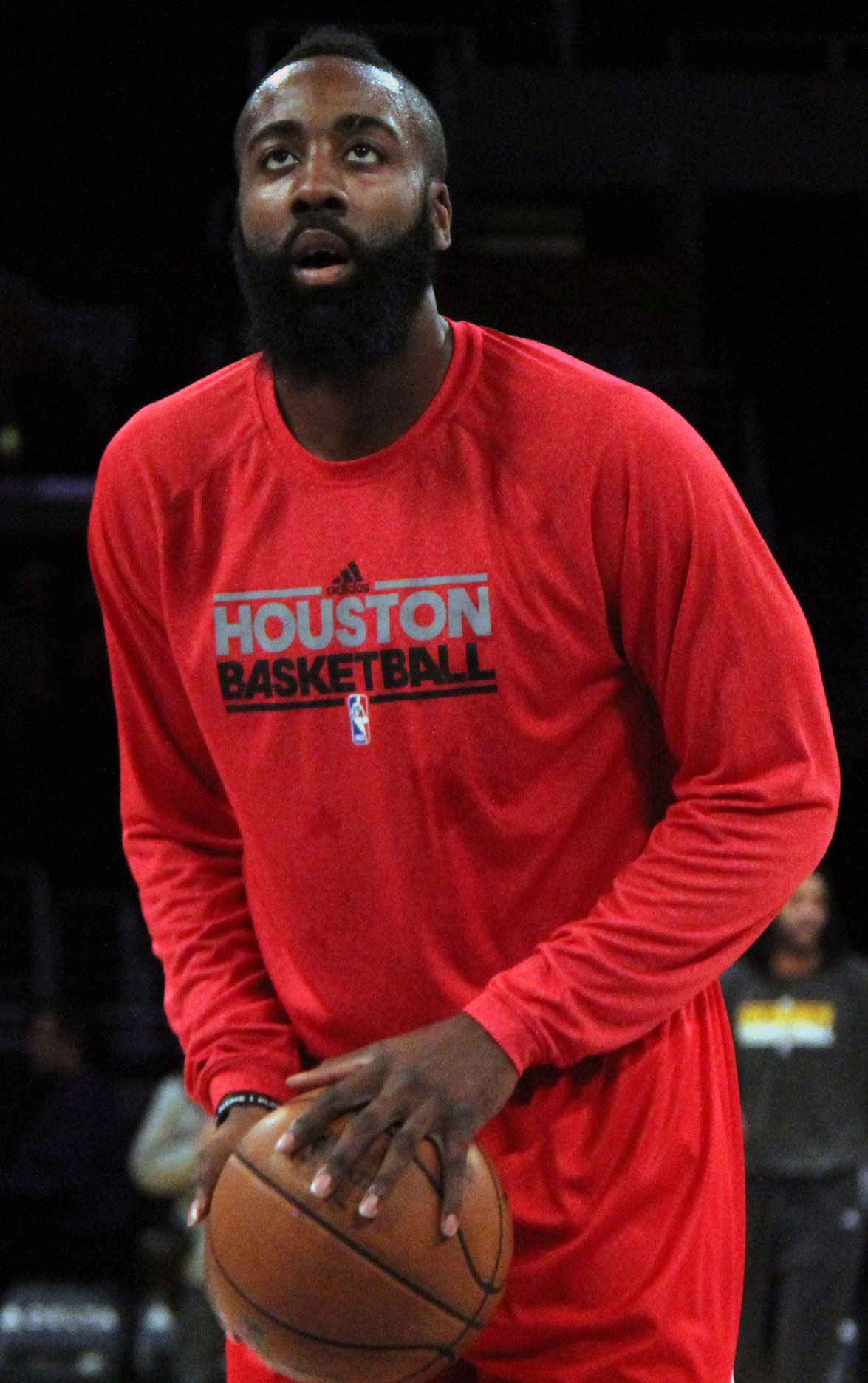
James Harden fue el máximo anotador en 2018, 2019 y 2020.

| Temporada | Jugador                 | Equipo                  | Partidos | Tiros de campo | Triples | Tiros libres | Puntos totales | Puntos por partido |
| --------- | ----------------------- | ----------------------- | -------- | -------------- | ------- | ------------ | -------------- | ------------------ |
| 1946-47   | Joe Fulks               | Philadelphia Warriors   | 60       | 475            |         | 439          | 1389           | 23.2               |
| 1947-48   | Max Zaslofsky           | Chicago Stags           | 48       | 373            |         | 261          | 1007           | 21.0               |
| 1948-49   | George Mikan            | Minneapolis Lakers      | 60       | 583            |         | 532          | 1698           | 28.3               |
| 1949-50   | George Mikan            | Minneapolis Lakers      | 68       | 649            |         | 567          | 1865           | 27.4               |
| 1950-51   | George Mikan            | Minneapolis Lakers      | 68       | 678            |         | 576          | 1932           | 28.4               |
| 1951-52   | Paul Arizin             | Philadelphia Warriors   | 66       | 548            |         | 578          | 1674           | 25.4               |
| 1952-53   | Neil Johnston           | Philadelphia Warriors   | 70       | 504            |         | 556          | 1564           | 22.3               |
| 1953-54   | Neil Johnston           | Philadelphia Warriors   | 72       | 591            |         | 577          | 1759           | 24.4               |
| 1954-55   | Neil Johnston           | Philadelphia Warriors   | 72       | 521            |         | 589          | 1631           | 22.7               |
| 1955-56   | Bob Pettit              | St. Louis Hawks         | 72       | 646            |         | 557          | 1849           | 25.7               |
| 1956-57   | Paul Arizin             | Philadelphia Warriors   | 71       | 613            |         | 591          | 1817           | 25.6               |
| 1957-58   | George Yardley          | Detroit Pistons         | 72       | 673            |         | 655          | 2001           | 27.8               |
| 1958-59   | Bob Pettit              | St. Louis Hawks         | 72       | 719            |         | 667          | 2105           | 29.2               |
| 1959-60   | Wilt Chamberlain        | Philadelphia Warriors   | 72       | 1065           |         | 577          | 2707           | 37.6               |
| 1960-61   | Wilt Chamberlain        | Philadelphia Warriors   | 79       | 1251           |         | 531          | 3033           | 38.4               |
| 1961-62   | Wilt Chamberlain        | Philadelphia Warriors   | 80       | 1597           |         | 835          | 4029           | 50.4               |
| 1962-63   | Wilt Chamberlain        | San Francisco Warriors  | 80       | 1463           |         | 660          | 3586           | 44.8               |
| 1963-64   | Wilt Chamberlain        | San Francisco Warriors  | 80       | 1204           |         | 540          | 2948           | 36.9               |
| 1964-65   | Wilt Chamberlain        | SF Warriors/Phil 76ers  | 73       | 1063           |         | 408          | 2534           | 34.7               |
| 1965-66   | Wilt Chamberlain        | Philadelphia 76ers      | 79       | 1074           |         | 501          | 2649           | 33.5               |
| 1966-67   | Rick Barry              | San Francisco Warriors  | 78       | 1011           |         | 753          | 2775           | 35.6               |
| 1967-68   | Dave Bing               | Detroit Pistons         | 79       | 835            |         | 472          | 2142           | 27.1               |
| 1968-69   | Elvin Hayes             | San Diego Rockets       | 82       | 930            |         | 467          | 2327           | 28.4               |
| 1969-70   | Jerry West              | Los Angeles Lakers      | 74       | 831            |         | 647          | 2309           | 31.2               |
| 1970-71   | Kareem Abdul-Jabbar     | Milwaukee Bucks         | 82       | 1063           |         | 470          | 2596           | 31.7               |
| 1971-72   | Kareem Abdul-Jabbar     | Milwaukee Bucks         | 81       | 1159           |         | 504          | 2822           | 34.8               |
| 1972-73   | Nate Archibald          | Kansas City-Omaha Kings | 80       | 1028           |         | 663          | 2719           | 34.0               |
| 1973-74   | Bob McAdoo              | Buffalo Braves          | 74       | 901            |         | 459          | 2261           | 30.6               |
| 1974-75   | Bob McAdoo              | Buffalo Braves          | 82       | 1095           |         | 641          | 2831           | 34.5               |
| 1975-76   | Bob McAdoo              | Buffalo Braves          | 78       | 934            |         | 559          | 2427           | 31.1               |
| 1976-77   | Pete Maravich           | New Orleans Jazz        | 73       | 886            |         | 501          | 2273           | 31.1               |
| 1977-78   | George Gervin           | San Antonio Spurs       | 82       | 864            |         | 504          | 2232           | 27.2               |
| 1978-79   | George Gervin           | San Antonio Spurs       | 80       | 947            |         | 471          | 2365           | 29.6               |
| 1979-80   | George Gervin           | San Antonio Spurs       | 78       | 1024           | 32      | 505          | 2585           | 33.1               |
| 1980-81   | Adrian Dantley          | Utah Jazz               | 80       | 909            | 2       | 632          | 2452           | 30.7               |
| 1981-82   | George Gervin           | San Antonio Spurs       | 79       | 993            | 10      | 555          | 2551           | 32.3               |
| 1982-83   | Alex English            | Denver Nuggets          | 82       | 959            | 2       | 406          | 2326           | 28.4               |
| 1983-84   | Adrian Dantley          | Utah Jazz               | 79       | 802            | 1       | 813          | 2418           | 30.6               |
| 1984-85   | Bernard King            | New York Knicks         | 55       | 691            | 1       | 426          | 1809           | 32.9               |
| 1985-86   | Dominique Wilkins       | Atlanta Hawks           | 78       | 888            | 13      | 577          | 2366           | 30.3               |
| 1986-87   | Michael Jordan          | Chicago Bulls           | 82       | 1098           | 12      | 833          | 3041           | 37.1               |
| 1987-88   | Michael Jordan          | Chicago Bulls           | 82       | 1069           | 7       | 723          | 2868           | 35.0               |
| 1988-89   | Michael Jordan          | Chicago Bulls           | 81       | 966            | 27      | 674          | 2633           | 32.5               |
| 1989-90   | Michael Jordan          | Chicago Bulls           | 82       | 1034           | 92      | 593          | 2753           | 33.6               |
| 1990-91   | Michael Jordan          | Chicago Bulls           | 82       | 990            | 29      | 571          | 2580           | 31.5               |
| 1991-92   | Michael Jordan          | Chicago Bulls           | 80       | 943            | 27      | 491          | 2404           | 30.1               |
| 1992-93   | Michael Jordan          | Chicago Bulls           | 78       | 992            | 81      | 476          | 2541           | 32.6               |
| 1993-94   | David Robinson          | San Antonio Spurs       | 80       | 840            | 10      | 693          | 2383           | 29.8               |
| 1994-95   | Shaquille O'Neal        | Orlando Magic           | 79       | 930            | 0       | 455          | 2315           | 29.3               |
| 1995-96   | Michael Jordan          | Chicago Bulls           | 82       | 916            | 111     | 548          | 2491           | 30.4               |
| 1996-97   | Michael Jordan          | Chicago Bulls           | 82       | 920            | 111     | 480          | 2431           | 29.6               |
| 1997-98   | Michael Jordan          | Chicago Bulls           | 82       | 881            | 30      | 565          | 2357           | 28.7               |
| 1998-99   | Allen Iverson           | Philadelphia 76ers      | 48       | 435            | 58      | 356          | 1284           | 26.8               |
| 1999-00   | Shaquille O'Neal        | Los Angeles Lakers      | 79       | 956            | 0       | 432          | 2344           | 29.7               |
| 2000-01   | Allen Iverson           | Philadelphia 76ers      | 71       | 762            | 98      | 585          | 2207           | 31.1               |
| 2001-02   | Allen Iverson           | Philadelphia 76ers      | 60       | 665            | 78      | 475          | 1883           | 31.4               |
| 2002-03   | Tracy McGrady           | Orlando Magic           | 75       | 829            | 173     | 576          | 2407           | 32.1               |
| 2003-04   | Tracy McGrady           | Orlando Magic           | 67       | 653            | 174     | 398          | 1878           | 28.0               |
| 2004-05   | Allen Iverson           | Philadelphia 76ers      | 75       | 771            | 104     | 656          | 2302           | 30.7               |
| 2005-06   | Kobe Bryant             | Los Angeles Lakers      | 80       | 978            | 180     | 696          | 2832           | 35.4               |
| 2006-07   | Kobe Bryant             | Los Angeles Lakers      | 77       | 813            | 137     | 667          | 2430           | 31.6               |
| 2007-08   | LeBron James            | Cleveland Cavaliers     | 75       | 794            | 113     | 549          | 2250           | 30.0               |
| 2008-09   | Dwyane Wade             | Miami Heat              | 79       | 854            | 88      | 590          | 2386           | 30.2               |
| 2009-10   | Kevin Durant            | Oklahoma City Thunder   | 82       | 794            | 128     | 756          | 2472           | 30.1               |
| 2010-11   | Kevin Durant            | Oklahoma City Thunder   | 78       | 711            | 145     | 594          | 2161           | 27.7               |
| 2011-12   | Kevin Durant            | Oklahoma City Thunder   | 66       | 643            | 133     | 431          | 1850           | 28.0               |
| 2012-13   | Carmelo Anthony         | New York Knicks         | 67       | 669            | 157     | 425          | 1920           | 28.7               |
| 2013-14   | Kevin Durant            | Oklahoma City Thunder   | 81       | 849            | 192     | 703          | 2572           | 32.0               |
| 2014-15   | Russell Westbrook       | Oklahoma City Thunder   | 67       | 627            | 86      | 546          | 1886           | 28.1               |
| 2015-16   | Stephen Curry           | Golden State Warriors   | 79       | 805            | 402     | 363          | 2375           | 30.1               |
| 2016-17   | Russell Westbrook       | Oklahoma City Thunder   | 81       | 824            | 200     | 710          | 2558           | 31.6               |
| 2017-18   | James Harden            | Houston Rockets         | 72       | 651            | 265     | 624          | 2191           | 30.4               |
| 2018-19   | James Harden            | Houston Rockets         | 78       | 843            | 378     | 754          | 2818           | 36.1               |
| 2019-20   | James Harden            | Houston Rockets         | 68       | 672            | 299     | 692          | 2335           | 34.3               |
| 2020-21   | Stephen Curry           | Golden State Warriors   | 63       | 658            | 337     | 362          | 2015           | 32.0               |
| 2021-22   | Joel Embiid             | Philadelphia 76ers      | 68       | 666            | 93      | 654          | 2079           | 30.6               |
| 2022-23   | Joel Embiid             | Philadelphia 76ers      | 66       | 728            | 66      | 661          | 2183           | 33.1               |
| 2023-24   | Luka Dončić             | Dallas Mavericks        | 70       | 804            | 284     | 478          | 2370           | 33.9               |
| 2024-25   | Shai Gilgeous-Alexander | Oklahoma City Thunder   | 76       | 860            | 163     | 601          | 2484           | 32.7               |

## Los más galardonados
| Número              | Jugador          |
| ------------------- | ---------------- |
| 10                  | Michael Jordan   |
| 7                   | Wilt Chamberlain |
| 4                   | George Gervin    |
| 4                   | Allen Iverson    |
| 4                   | Kevin Durant     |
| 3                   | George Mikan     |
| 3                   | Neil Johnston    |
| 3                   | Bob McAdoo       |
| 3                   | James Harden     |
| 2                   |                  |
| Paul Arizin         |                  |
| Bob Pettit          |                  |
| Kareem Abdul-Jabbar |                  |
| Adrian Dantley      |                  |
| Shaquille O'Neal    |                  |
| Tracy McGrady       |                  |
| Kobe Bryant         |                  |
| Russell Westbrook   |                  |
| Stephen Curry       |                  |
| Joel Embiid         |                  |

En negrita, los jugadores en activo.